# 나카 히로시
나카 히로시(일본어: 中 博史 なか ひろし[*], 1960년 11월 19일 ~ )는 일본의 성우. 오이타현 출신. 켄 프로덕션 소속.

## 출연 작품

### 극장판 애니메이션
- 2024년 명탐정 코난: 100만 달러의 오릉성 - 오노에 타쿠죠 역